# Firema Trasporti
Firema Trasporti S.p.A. in A.S. è una società pubblica italiana attiva in passato nella progettazione, costruzione e manutenzione di veicoli ferroviari. Il 2 agosto 2010 fu ammessa alla procedura concorsuale di amministrazione straordinaria e nel 2015 cedette il complesso di attività alla newco Titagarh Firema Adler.

## Storia

Il logo utilizzato fino al 2007

L'azienda trasse origine dal consorzio Fi.Re.Ma., formato nel 1980 da: Casaralta, Officine Fiore, Officine Meccaniche della Stanga, Officine di Cittadella, Officine Meccaniche Casertane e Firema Engineering. Negli anni successivi vi entrarono altre società fino alla fondazione, nel 1993, di FiReMa Trasporti S.p.A., partecipata al 49% da Ansaldo (poi Finmeccanica) e nata con l'obiettivo di tenere testa a diversi concorrenti internazionali tra cui Alstom, Bombardier e Siemens. Vista la presenza dell'IRI, tramite Finmeccanica, non mancarono le collaborazioni con Breda Costruzioni Ferroviarie e Ansaldo Trasporti, confluite nel 2001 nella società AnsaldoBreda.
Dopo l'uscita di Finmeccanica nel 2005, la compagine sociale di Firema mutò considerevolmente in seguito alla chiusura delle officine di Casaralta a Bologna e di quelle di Cittadella e Padova, lasciando come soci di maggioranza i Fiore.
Il 2 agosto 2010 il Ministero dello sviluppo economico decretò che l'azienda fosse ammessa alla procedura di amministrazione straordinaria, nominando Ernesto Stajano come unico commissario straordinario. Il 9 luglio 2015 le attività societarie furono acquistate da due società distinte: l'indiana Titagarh Wagons e la napoletana Adler Plastic che formarono Titagarh Firema Adler.

## Settori di attività
Il core business dell'azienda è stato quello della costruzione di elettromotrici per il trasporto passeggeri regionale e metropolitano, pur con clienti prevalentemente sul mercato italiano.
Alle realizzazioni su proprio disegno, fra cui la riuscita famiglia di elettrotreni FiReMa E 82-E 82B-E 122, si sostituì in seguito la collaborazione con AnsaldoBreda che sfociò nella realizzazione dei treni regionali denominati TAF e TSR nonché dei complessi Meneghino per la metropolitana di Milano.

### Prodotti

#### Treni
| Modello          | Q.tà | Acquirente      | Servizio                                | Classificazione                                | Anni      | Note                                               |
| ---------------- | ---- | --------------- | --------------------------------------- | ---------------------------------------------- | --------- | -------------------------------------------------- |
| ALe 642          | 42   | FS              |                                         | Ale 642-Le 764-Le 682                          | 1991-1995 |                                                    |
| AMT 11-22        | 6    | AMT             | Metropolitana di Genova                 | 11-22                                          | 2010-2012 |                                                    |
| D.146/D.147      | 1    |                 | Porto di Carrara                        |                                                | 2002      | Prototipo                                          |
| D.146/D.147      | 33   | Trenitalia      |                                         | D.146.2001-2032                                | 2002-2006 |                                                    |
| D.146/D.147      | 33   | Trenitalia      | D.147.001                               | 2006                                           |           |                                                    |
| E 82-E 82B-E 122 | 2    | ATC             | Ferrovia Casalecchio-Vignola            | ALe 122 001-002/003-004                        | 1999      | Cedute poi a SEPSA                                 |
| E 82-E 82B-E 122 | 1    | Gov.            | Ferrovia Alifana                        | ET 414                                         | 1998      | Ceduta poi a CTP, MCNE e SEPSA                     |
| E 82-E 82B-E 122 | 13   | SEPSA           | Ferrovia Cumana                         | ET 401-413                                     | 1991      |                                                    |
| E 82-E 82B-E 122 | 13   | SEPSA           | Ferrovia Circumflegrea                  | ET 401-413                                     | 1991      |                                                    |
| E 84             | 12   | Acotral         | Ferrovia Roma-Civita Castellana-Viterbo | 102-120 (solo numeri pari)                     | 1987      | Per servizio urbano; cedute poi ad ATAC            |
| E 84             | 12   | Acotral         | Ferrovia Roma-Civita Castellana-Viterbo | 152 e 154                                      | 1994      | Per servizio extraurbano; cedute poi ad ATAC       |
| E 86             | 4    | FTM             | Ferrovia Trento-Malé-Mezzana            | ET 15-18                                       | 1993-1994 | Con AnsaldoBreda; cedute poi a TT                  |
| E 126            | 2    | ATCM            | Ferrovia Modena-Sassuolo                | ALe 88.01+Le 96.01+Rp 88.01 ALe 88.02+Rp 88.02 | 1984-1985 | Cedute poi ad EAV                                  |
| E 126            | 2    | FBN             | Ferrovia Benevento-Cancello             | ALe 126 508+Le 418+Le 518                      | 1984      | Cedute poi ad EAV                                  |
| E 126            | 3    | FT              | Ferrovia Bari-Barletta                  | EL 13-15+Rp 59-61                              | 1994      |                                                    |
| E.402B           | 80   | Trenitalia      |                                         | E.402.101-180                                  | 2002      | Con AnsaldoBreda                                   |
| ETR 200          | 26   | Circumvesuviana | Ferrovia Circumvesuviana                | ETR 201-226                                    | 2003-2004 | Cedute poi ad EAV                                  |
| ETR.500          | 60   | Trenitalia      |                                         | E.404.001-060                                  | 2002      | Come parte di Consorzio TREVI                      |
| M.88             | 8    | FCE             | Metropolitana di Catania                | M.88 (da 01 a 04)                              | 2001-2002 |                                                    |
| M.88             | 8    | FCE             | Metropolitana di Catania                | M.88-05                                        | 2008      |                                                    |
| M.88             | 8    | FCE             | Metropolitana di Catania                | M.88 (da 06 a 08)                              | 2011      |                                                    |
| CT0              | 7    | FCE             | Metropolitana di Catania                | CT1/CT2 (dal 001 al 003)                       | 2022      |                                                    |
| CT0              | 7    | FCE             | Metropolitana di Catania                | CT1/CT2-004                                    | 2023      |                                                    |
| Meneghino        | 42   | ATM             | Metropolitana di Milano                 |                                                | 2003-2011 |                                                    |
| MR 600           | 8    | Metroferro      | Ferrovia Roma-Lido                      | MR.601-608                                     | 2000      | Carrelli di recupero ex MR 100                     |
| SL 95            | 32   | Oslotrikken     | Rete tranviaria di Oslo                 | 141-172                                        | 1998-2006 | Con AnsaldoBreda                                   |
| T 66             | 6    | Acotral         | Ferrovia Roma-Giardinetti               | 831-836                                        | 1999      |                                                    |
| T 67/T 67A       | 12   | AMT             | Metropolitana di Genova                 | 11-22                                          | 1990-1995 |                                                    |
| T 67/T 67A       | 6    | Metronapoli     | Metropolitana di Napoli                 | L.6 001-006                                    | 1990-1994 | Cedute poi ad ANM                                  |
| TSR              | 78   | FNM/Trenord     |                                         | EB 711+EB 710                                  | 2002-2012 | Con AnsaldoBreda e Keller                          |
| -                | 8    | Gov.            | Ferrovia Genova-Casella                 | A8-A9                                          | 1993      | Carrelli di recupero ex B51-B52; cedute poi ad AMT |
| -                | 8    | Gov.            | Ferrovia Genova-Casella                 | A10                                            | 1996      | Carrelli di recupero ex A1; cedute poi ad AMT      |
| -                | 8    | Gov.            | Ferrovia Genova-Casella                 | A11-A12                                        | 1998      | Cedute poi ad AMT                                  |
| -                | 8    | Gov.            | Ferrovia Genova-Casella                 | C60                                            | 1996      | Cedute poi ad AMT                                  |
| -                | 8    | Gov.            | Ferrovia Genova-Casella                 | C61-C62                                        | 1998      | Cedute poi ad AMT                                  |
| -                | 20   | CCTM            | Metropolitana di Fortaleza              |                                                | 2009      | Con AnsaldoBreda                                   |

#### Tram
| Classificazione | Q.tà | Acquirente | Servizio                      | Anni      | Note             |
| --------------- | ---- | ---------- | ----------------------------- | --------- | ---------------- |
| 01-16           | 16   | TfWM       | Rete tranviaria di Birmingham | 1998-1999 | Con AnsaldoBreda |
| 1001-1026       | 32   | TfGM       | Metrolink di Manchester       | 1991-1992 | Con AnsaldoBreda |
| 2001-2006       | 32   | TfGM       | Metrolink di Manchester       | 1999      | Con AnsaldoBreda |
| 4500            | 1    | ATM        | Rete tranviaria di Milano     | 1984      | Prototipo        |
| 5500            | 1    | ATM        | Rete tranviaria di Torino     | 1991      | Prototipo        |

#### Prototipi
| Modello | Acquirente | Servizio                                | Anni |
| ------- | ---------- | --------------------------------------- | ---- |
| ALFA2   | MCNE       |                                         | 2005 |
| ALFA3   | SEPSA      |                                         | 2007 |
| BETA2   | Met.Ro.    | Ferrovia Roma-Civita Castellana-Viterbo | 2009 |

## Dati societari
Le principali aziende via via confluite nella Firema furono:
- Officine Meccaniche Casertane
- Officine Fiore
- Ercole Marelli
- Metalmeccanica Lucana
- Retam Service
- Casaralta
- Officina Meccanica della Stanga
- Officine di Cittadella